# Boreomysis tanakai
Boreomysis tanakai är en kräftdjursart som beskrevs av Ii 1964. Boreomysis tanakai ingår i släktet Boreomysis och familjen Mysidae. Inga underarter finns listade i Catalogue of Life.